# YUKIのオールナイトニッポン
『YUKIのオールナイトニッポン』（ユキのオールナイトニッポン）は、ニッポン放送の深夜放送『オールナイトニッポン』でYUKI（JUDY AND MARY）がパーソナリティを担当したラジオ番組である。

## 放送時間
- 火曜2部 1994年4月5日 - 1995年4月4日 27:00 - 29:00 （水曜未明3:00 - 5:00）[1]
- 金曜1部 1995年4月14日 - 1996年4月5日 25:00 - 27:00 （土曜未明1:00 - 3:00）[2][3]

## 概要
当番組ではYUKIが「海道北男」（カイドウキタオ）とキャラに成りきったり、ニッポン放送のトイレから放送したこともあった。
1995年1月17日深夜の放送は阪神・淡路大震災発生に伴う、『石川よしひろのオールナイトニッポン』の4時間スペシャルで休止。
2001年1月9日（火曜com.）と2017年3月13日（月曜1部）と2022年9月15日（木曜1部）に復活特番を放送。

## コーナー
- マル秘・マニアマニュアル
- が・しかし
- エコエコ恐怖新聞
- 函館戦士・イソヤンJ

## ノベルティグッズ
- プリプリうさぎプラチナ
- プリプリうさぎゴールド
- プリプリうさぎシルバー

## スタッフ
- ディレクター:江尻秀昭、田所健太郎